# Языки Белиза
Официальным языком Белиза является английский, однако только 4 % населения считают его родным языком. Большинство белизцев говорит по-английски очень хорошо. Уровень грамотности населения составляет 70 %.

## Характеристика
Белизский креольский язык (диалект западнокарибского креольского языка) является первым языком для 33 % белизцев. От 75 до 80 % населения знают этот язык.
Испанский язык распространён в Белизе с 1840 года, когда беженцы-метисы прибыли в Белиз из Мексики. Это первый язык для 46 % белизцев, его хорошо знает большинство населения.
Майяские языки являются родными примерно для 9 % населения .
Гарифуна является родным языком примерно 3 % населения. В 2001 году ЮНЕСКО объявило гарифуна шедевром устного и нематериального культурного наследия.
В школах преподавание ведётся на английском языке, испанский изучают в начальной и средней школе. Двуязычие встречается очень часто.

## Статистика
| Язык       | Очень хорошо | Неплохо | Всего |
| ---------- | ------------ | ------- | ----- |
| Английский | 54 %         | 26 %    | 80 %  |
| Испанский  | 52 %         | 11 %    | 63 %  |

| Язык                     | Первый язык | Проценты |
| ------------------------ | ----------- | -------- |
| Испанский                | 94 422      | 46,0 %   |
| Креольский               | 67 527      | 32,9 %   |
| Кекчи                    | 10 142      | 4,9 %    |
| Английский               | 7946        | 3,9 %    |
| Гарифуна                 | 6929        | 3,4 %    |
| Мопанский                | 6909        | 3,4 %    |
| Немецко-платский диалект | 6783        | 3,3 %    |
| Китайский                | 1607        | 0,8 %    |
| Юкатекский               | 1176        | 0,6 %    |
| Хиндустани               | 280         | 0,1 %    |
| Прочие                   | 1431        | 0,7 %    |